# Pure Steel Records
Pure Steel Records est un label discographique allemand de hard rock et heavy metal. 

## Histoire
Le label est fondé en 2006 par Kay Anders et Andreas Lorenz. Les groupes et artistes sont distribués par le label principal Pure Steel Records (heavy metal) ou par l'un des sous-labels Pure Rock Records (rock), Pure Legend Records (hard rock), Pure Prog Records (rock progressif et metal progressif), Pure Underground Records (musique underground) ou Karthago Records (rééditions). Pure Steel Records collabore avec d'autres labels de disques pour rééditer des albums connus sur LP. Plus tard, c'est Soulfood qui se charge de la distribution.
Pure Steel sort le premier album hommage officiel à Warlock / Doro Pesch en décembre 2008. Le label apporte également des rééditions sur le marché. Un exemple est Rage, anciennement connu sous le nom de Avenger.

## Groupes et artistes
Groupes et artistes signés ou ayant signés au label (2018) : Alltheniko, Axehammer, Chastain, Cloven Hoof, Creature, Exxplorer, Firewind, Halloween, Lanfear, Omen, Picture, Poltergeist, Steel Prophet, Trauma, WarCry, Warrant, et Zandelle.